# Indosasa angustata
Indosasa angustata är en gräsart som beskrevs av Mcclure. Indosasa angustata ingår i släktet Indosasa och familjen gräs. Inga underarter finns listade i Catalogue of Life.